# Gorączka
Pour l’article homonyme, voir Fever.
Ne doit pas être confondu avec Góraszka.
Pour plus de détails, voir Fiche technique et Distribution.
Gorączka (Fièvre en français) est un film dramatique historique polonais réalisé par Agnieszka Holland, sur un scénario de Krzysztof Teodor Toeplitz tiré du roman Dzieje jednego pocisku d'Andrzej Strug et sorti en 1981.
Le film est présenté au 31e Festival international du film de Berlin où Barbara Grabowska remporte l'Ours d'argent de la meilleure actrice.

## Synopsis
Pendant la Révolution polonaise de 1905, de 1905 à 1907, les membres d'un groupe de socialistes polonais envisagent d'utiliser une bombe pour tuer le gouverneur général du tsar mais leur action est infructueuse.

## Fiche technique
- Titre : Gorączka
- Réalisation : Agnieszka Holland
- Scénario : Krzysztof Teodor Toeplitz, Andrzej Strug
- Photographie : Jacek Petrycki
- Montage : Halina Nawrocka
- Costumes : Gabriela Star-Tyszkiewicz
- Format : 35 mm - Couleur - Stéréo
- Production : Film Polski, Zespól Filmowy "X"
- Pays : Pologne
- Genre : film dramatique
- Durée : 122 minutes
- Sortie : 4 septembre 1981

## Distribution
- Barbara Grabowska : Kama
- Adam Ferency : Wojtek Kiełza
- Bogusław Linda : Gryziak
- Olgierd Łukaszewicz : Marek "Leon"
- Tomasz Międzik : Kamil
- Aleksy Awdiejew :le vice-gouverneur
- Wiktor Grotowicz : le laquais du gouverneur
- Tadeusz Huk:  le « chimiste »
- Michał Juszczakiewicz : Michał Juszczyk, le garçon battu par Kiełza
- Krzysztof Kiersznowski : combattant
- Marian Łącz : l'oncle de Kiełze
- Paweł Nowisz : provocateur "Wartka"
- Ryszard Sobolewski : gouverneur général
- Michał Tarkowski : médecin
- Krzysztof Zaleski : provocateur "Czarny"
- Zbigniew Zapasiewicz : le père de Leon
- Zbigniew Bielski : combattant
- Maciej Borniński : espion
- Zbigniew Kosowski : espion
- Krzysztof Stachowski : espion
- Grażyna Dyląg:  Cecylia, femme de Kiełza
- Ireneusz Karamon : barman
- Ryszard Kubiak : violoniste
- Zuzanna Łozińska : Cywikowa
- Zygmunt Malawski : portier de l'usine
- Wojciech Machnicki : personne à l'exposition
- Aleksander Mikołajczak : ouvrier
- Marek Pączek : Walek
- Izydor Piliszewski : personne âgée
- Antoni Pszoniak : Kazimierz, pharmacien
- Maria Robaszkiewicz : invité à l'expo
- Zbigniew Nawrocki : révolutionnaire
- Alicja Sobieraj-Staszewska : tante de Kiełza
- Eugeniusz Sobkiewicz : Orawiec
- Andrzej Szenajch : employé des bains
- Jerzy Walden : invité à l'expo
- Grzegorz Wons : officier de gendarmerie démineur
- Ewa Worytkiewicz : Weronika, servante du médecin
- Stanisław Jaroszyński : homme dans le bureau de sécurité
- Stefan Paska : ouvrier

## Censure
Le film est interdit d'être présenté en Pologne et la réalisatrice, Agnieszka Holland, émigre en France.